# Extraliga (Belarus) 1999/2000
Die Saison 1999/2000 war die achte Spielzeit der belarussischen Extraliga, der höchsten belarussischen Eishockeyspielklasse. Meister wurde zum insgesamt vierten Mal in der Vereinsgeschichte Tiwali Minsk.  

## Hauptrunde

### Modus
In der Hauptrunde absolvierte jede der vier Mannschaften insgesamt 18 Spiele. Der Erstplatzierte der Hauptrunde wurde Meister. Für einen Sieg erhielt jede Mannschaft zwei Punkte, bei einem Unentschieden gab es einen Punkt und bei einer Niederlage null Punkte.

### Tabelle
|    | Klub               | Sp | S  | U | N  | Tore  | Punkte |
| -- | ------------------ | -- | -- | - | -- | ----- | ------ |
| 1. | Tiwali Minsk       | 18 | 11 | 1 | 6  | 63:58 | 23     |
| 2. | HK Junost Minsk    | 18 | 10 | 2 | 8  | 68:51 | 22     |
| 3. | HK Njoman Hrodna   | 18 | 6  | 4 | 8  | 64:67 | 16     |
| 4. | Polimir Nawapolazk | 18 | 4  | 3 | 11 | 58:77 | 11     |

Sp = Spiele, S = Siege, U = Unentschieden, N = Niederlagen

## Auszeichnungen
TopscorerOleg Malaschkewitsch (Njoman Hrodna) – 20 Punkte (12 Tore, 8 Assists)
Spieler des JahresUladsimir Zyplakou